# Geaya
Geaya – rodzaj kosarzy z podrzędu Eupnoi i rodziny Sclerosomatidae, liczący ponad 80 opisanych gatunków.

## Występowanie
Przedstawiciele rodzaju rozprzestrzenieni są od Meksyku przez Amerykę Środkową po Brazylię i Gujanę w Ameryce Południowej.

## Systematyka
Opisano dotąd 84 gatunków kosarzy z tego rodzaju:
| - Geaya aenescens Roewer, 1910 - Geaya areolata Roewer, 1953 - Geaya atrolutea Roewer, 1910 - Geaya atrospinulosa Roewer, 1957 - Geaya aureobrunnea Roewer, 1953 - Geaya aureolucens Roewer, 1953 - Geaya auriscutata Roewer, 1963 - Geaya auroephippiata Roewer, 1956 - Geaya auruginia Goodnight et Goodnight, 1942 - Geaya bahiensis Mello-Leitão, 1931 - Geaya belizensis Goodnight et Goodnight, 1947 - Geaya benedictina Roewer, 1953 - Geaya bimaculata Caporiacco, 1938 - Geaya bipectinata Roewer, 1953 - Geaya boliviana Roewer, 1953 - Geaya brevipes Roewer, 1915 - Geaya brunea Mello-Leitão, 1941 - Geaya caraca Goodnight et Goodnight, 1947 - Geaya centralis Roewer, 1953 - Geaya chamberlini Roewer, 1953 - Geaya corneli Roewer, 1953 - Geaya coxalis Roewer, 1953 - Geaya crucicolorata Roewer, 1953 - Geaya cuprinites Roewer, 1957 - Geaya davisi Goodnight et Goodnight, 1942 - Geaya decorata Roewer, 1953 - Geaya elegans Roewer, 1927c - Geaya ephippiata Roewer, 1915 - Geaya esperanza Goodnight et Goodnight, 1942 - Geaya exlineae Roewer, 1953 - Geaya fasciata Roewer, 1953 - Geaya femoralis Roewer, 1953 - Geaya funerea Caporiacco, 1951 - Geaya gertschi Roewer, 1953 - Geaya goodnighti Roewer, 1953 - Geaya grandis Roewer, 1953 - Geaya haitiensis Goodnight et Goodnight, 1943 - Geaya ibarrana Roewer, 1953 - Geaya illudens Mello-Leitão, 1947 - Geaya insularis Roewer, 1953 | - Geaya jamaicana Roewer, 1953 - Geaya lineata Goodnight et Goodnight, 1953 - Geaya maculatipes Roewer, 1916 - Geaya magna Roewer, 1953 - Geaya marginata Roewer, 1953 - Geaya mediana Roewer, 1953 - Geaya monticola - Geaya nigricoxa Roewer, 1910 - Geaya nigriventis Mello-Leitão, 1942 - Geaya nigromaculata Roewer, 1910 - Geaya nigrosigillata Mello-Leitão, 1947 - Geaya opaca Roewer, 1953 - Geaya ortizi Roewer, 1957 - Geaya parallela Roewer, 1953 - Geaya plana Goodnight et Goodnight, 1942 - Geaya plaumanni Roewer, 1953 - Geaya pulchra Roewer, 1953 - Geaya punctulata Roewer, 1953 - Geaya quadrimaculata Roewer, 1953 - Geaya recifea Roewer, 1953 - Geaya reimoseri Roewer, 1933 - Geaya sandersoni Goodnight et Goodnight, 1947 - Geaya scrobiculata Roewer, 1953 - Geaya speciosa Roewer, 1953 - Geaya splendens Roewer, 1953 - Geaya striata Roewer, 1953 - Geaya tampicona Roewer, 1953 - Geaya tezonapa Goodnight et Goodnight, 1947 - Geaya thoracica Roewer, 1953 - Geaya tibialis Roewer, 1953 - Geaya unicolor Roewer, 1910 - Geaya ventralis Roewer, 1953 - Geaya viridinitens Roewer, 1953 - Geaya vivida Goodnight et Goodnight, 1942 - Geaya vogli Goodnight et Goodnight, 1947 - Geaya wenzeli Goodnight et Goodnight, 1947 - Geaya werneri Roewer, 1953 - Geaya yucatana Goodnight et Goodnight, 1947 |